# Château de Pernant
 (août 2020).
La mise en forme du texte ne suit pas les recommandations de Wikipédia : il faut le « wikifier ».
Les points d'amélioration suivants sont les cas les plus fréquents. Le détail des points à revoir est peut-être précisé sur la page de discussion.
- Les titres sont pré-formatés par le logiciel. Ils ne sont ni en capitales, ni en gras.
- Le texte ne doit pas être écrit en capitales (les noms de famille non plus), ni en gras, ni en italique, ni en « petit »…
- Le gras n'est utilisé que pour surligner le titre de l'article dans l'introduction, une seule fois.
- L'italique est rarement utilisé : mots en langue étrangère, titres d'œuvres, noms de bateaux, etc.
- Les citations ne sont pas en italique mais en corps de texte normal. Elles sont entourées par des guillemets français : « et ».
- Les listes à puces sont à éviter, des paragraphes rédigés étant largement préférés. Les tableaux sont à réserver à la présentation de données structurées (résultats, etc.).
- Les appels de note de bas de page (petits chiffres en exposant, introduits par l'outil «  Source ») sont à placer entre la fin de phrase et le point final[comme ça].
- Les liens internes (vers d'autres articles de Wikipédia) sont à choisir avec parcimonie. Créez des liens vers des articles approfondissant le sujet. Les termes génériques sans rapport avec le sujet sont à éviter, ainsi que les répétitions de liens vers un même terme.
- Les liens externes sont à placer uniquement dans une section « Liens externes », à la fin de l'article. Ces liens sont à choisir avec parcimonie suivant les règles définies. Si un lien sert de source à l'article, son insertion dans le texte est à faire par les notes de bas de page.
- La présentation des références doit suivre les conventions bibliographiques. Il est recommandé d'utiliser les modèles {{Ouvrage}}, {{Chapitre}}, {{Article}}, {{Lien web}} et/ou {{Bibliographie}}. Le mode d'édition visuel peut mettre en forme automatiquement les références.
- Insérer une infobox (cadre d'informations à droite) n'est pas obligatoire pour parachever la mise en page.

Pour une aide détaillée, merci de consulter Aide:Wikification.
Si vous pensez que ces points ont été résolus, vous pouvez retirer ce bandeau et améliorer la mise en forme d'un autre article.
Le château de Pernant (souvent appelé à tort le « Donjon de Pernant ») est un fort médiéval de petite dimension situé à Pernant, dans le Soissonnais, en France,. Il constitue la partie historique, monument classé, d'un ensemble plus important, le domaine de Pernant, siège d'activités culturelles et musicales.
Avec le donjon d'Ambleny, le château d'Armentières-sur-Ourcq et le donjon de Septmonts, c'est l'un des derniers vestiges de l'architecture militaire du XIVe siècle encore debout dans le département de l'Aisne .

## Présentation du monument

### Localisation géographique
Le village de Pernant occupe une vallée étroite se rétrécissant du nord vers le sud, creusée dans le plateau par le court ruisseau de Pernant qui se jette au nord dans l'Aisne. Le château est niché sur un promontoire au sud du village. De la RN 31 de Soissons à Compiègne, l'accès se fait par la D 1150 (la rue principale de Pernant) remontant le village vers le sud jusqu'au hameau de Poussemy qu'il faut laisser sur sa gauche pour rejoindre le château.

### Situation et implantation

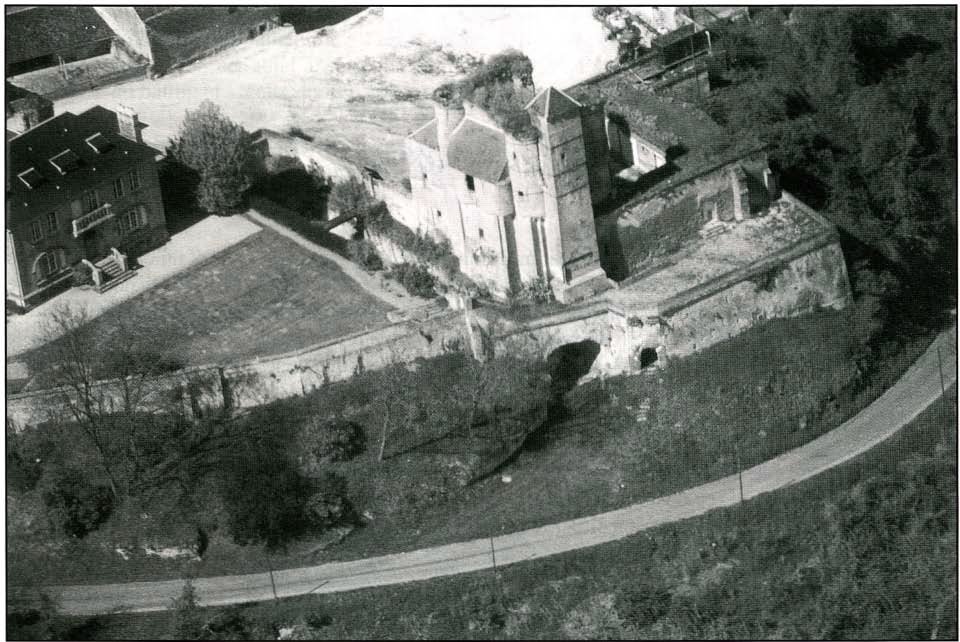
Vue aérienne du châtelet depuis le sud
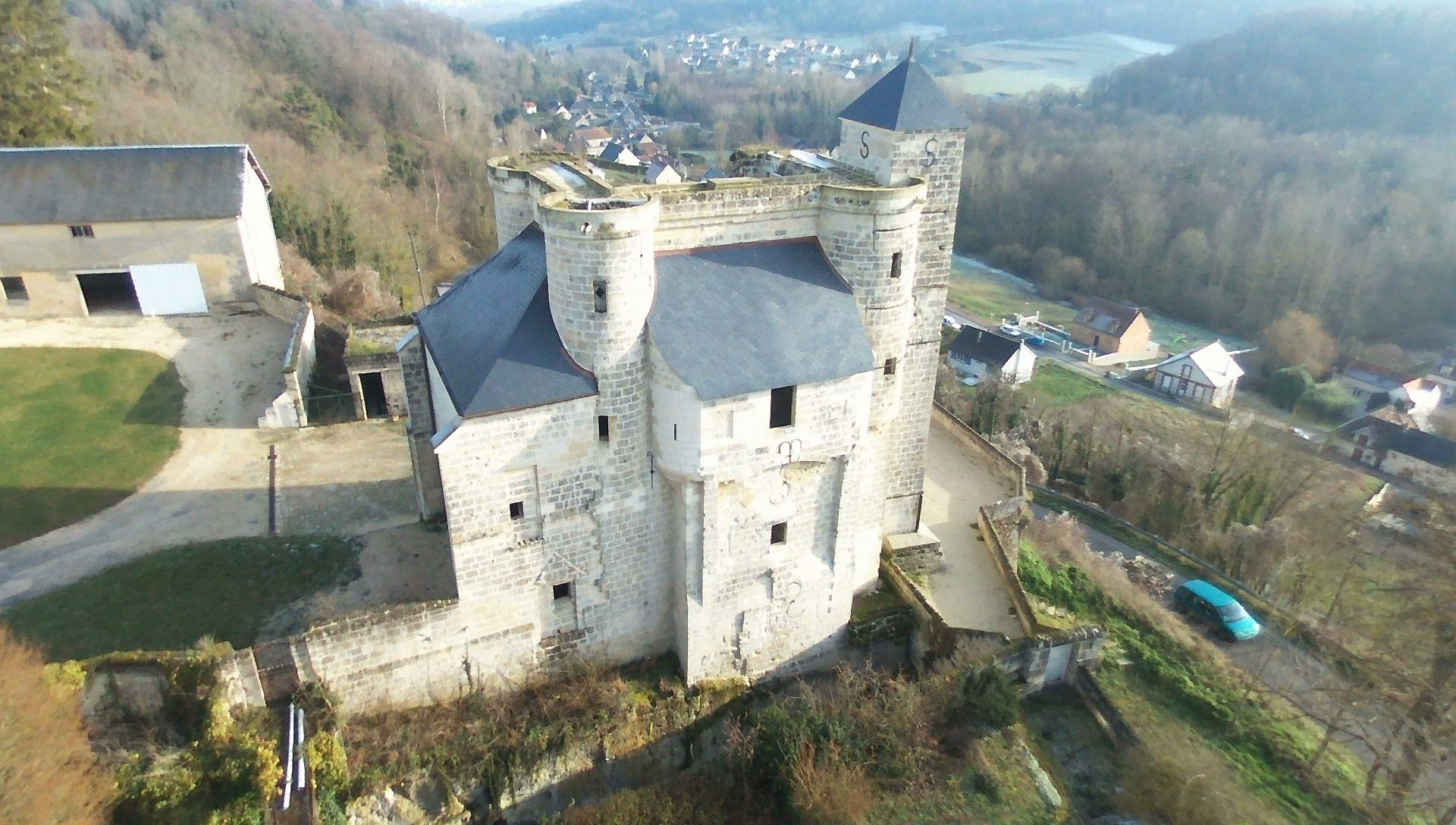
Vue aérienne du châtelet depuis l'ouest
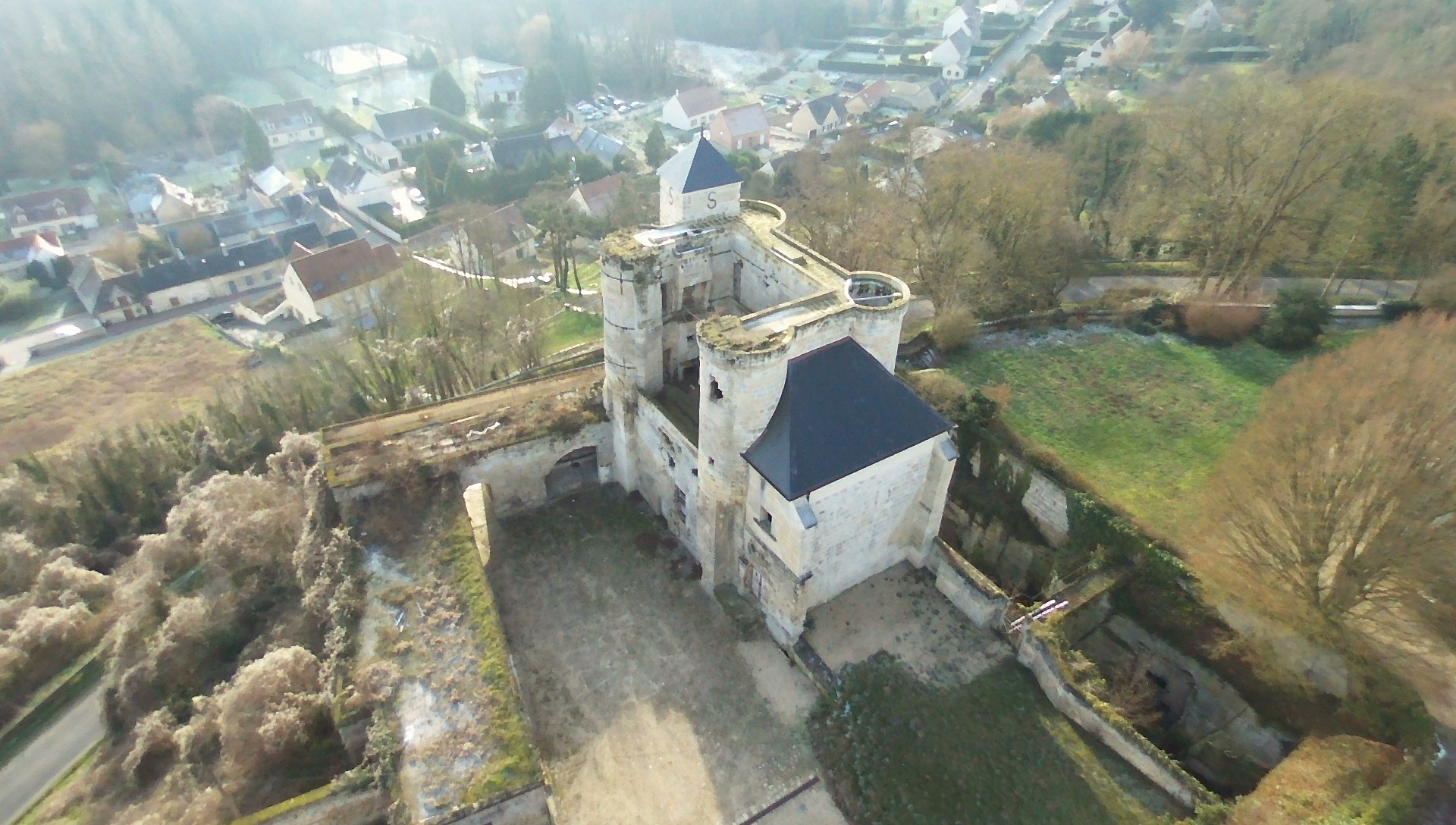
Vue aérienne du châtelet depuis le nord

Le château de Pernant se dresse sur un massif rocheux situé au bord du plateau et dominant le village situé soixante mètres en contrebas. Surplombant la vallée au sud et à l'est, le site a d'abord été isolé du plateau au nord et à l'ouest par un profond fossé en "L" dont la partie nord fut comblée au XVIIIe siècle, rattachant désormais le site au plateau ; il n'en reste donc aujourd'hui séparé qu'au sud par l'étonnant "fossé-carrière" (classé lui aussi, avec tous les murs de soutènement et les vestiges des fortifications) qui donne accès à d'anciennes carrières en sous-sol du domaine, transformées de longue date en dépendances souterraines pour l'élevage, aujourd'hui abandonnées. Le château est construit en pierres de taille dont la plupart viennent de ces carrières.
La vue sur la vallée depuis la terrasse est remarquable, notamment en raison des paysages protégés dont les arbres sont tous classés et dont l'urbanisme est resté léger, aéré et traditionnel.

### Évolution de la construction

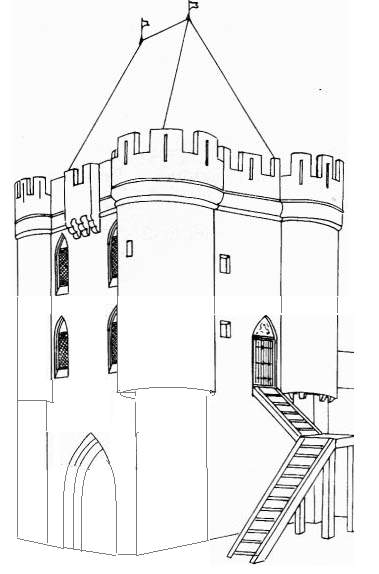
La maison forte XVe siècle

Certainement bâti au début du XIVe siècle, l'édifice est d'abord un simple châtelet entouré de murs d'enceinte parsemés de tours dont les fondations parfois, sont encore visibles : c'est donc une porte fortifiée à un étage avec salle unique accessible depuis le chemin de ronde des fortifications (et non depuis le sol comme suggéré sur le schéma ci-contre) traversée par un passage carrossable depuis la cour d'honneur vers le jardin avec sa herse et un pont-levis enjambant le fossé. Un accès piéton transversal au passage carrossable semble avoir existé depuis le sud avec un escalier taillé dans la colline dont on voit encore les emmarchements par endroits.
Il est ensuite rehaussé en deux phases à partir de la seconde moitié du XIVe siècle pour étendre son habitabilité et son confort, devenant la maison forte ci-contre, dotée d'un confort permettant d'y séjourner : au XVe siècle il faisait ainsi partie d'un ensemble architectural militaire plus vaste malheureusement disparu après les importantes transformations du siècle suivant.

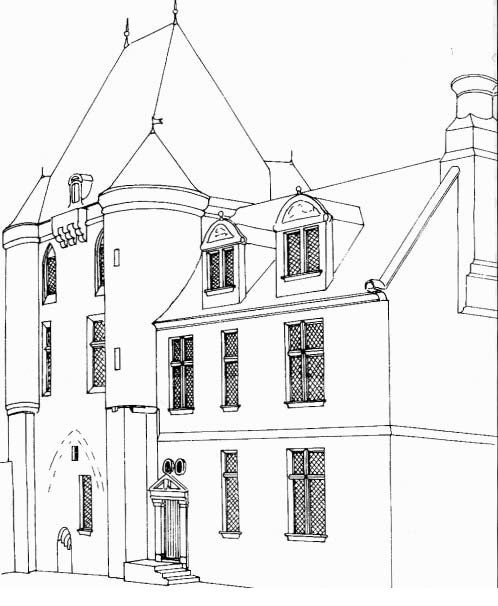
Le château d'agrément XVIe siècle

Au XVIe siècle il perd ses attributs militaires pour devenir un château d'agrément : la porte est comblée pour aménager : des caves en décaissement, par-dessus la salle avec sa cheminée monumentale sous une belle voute à croisée d'ogive, et par-dessus un grenier en entresol, peut-être le logement des domestiques ; on y adjoint au nord-ouest un logis renaissance comme ci-contre, au sud une terrasse séparée de la cour d'honneur par un rempart qui a remplacé les fortifications d'enceinte ; pour pallier la perte du pont-levis, le mur d'enceinte nord est encore supprimé pour permettre la construction d'un pont par-dessus le fossé vers la basse-cour de la ferme, tandis qu'une simple poterne couverte est aménagée depuis le logis par-dessus le fossé ouest pour rejoindre à pied le jardin jadis desservi par le pont-levis.
Au XVIIe siècle, la construction subit de plus en plus de petites transformations, mineures en apparence, mais qui fragilisent lentement la construction : percements des tours, de certaines cloisons, pour aménager d'autres distributions de pièces, dont le nombre augmente quand leur surface diminue, probablement pour répondre au besoin croissant de loger de plus en plus de personnel au fur et à mesure de l'expansion des activités agricoles.
Au XVIIIe siècle la terrasse est encore complétée par une voute enjambant le fossé carrière ouest pour relier directement la terrasse avec le jardin ; la poterne est alors supprimée tandis que le fossé nord est comblé, noyant le pont dont seule une arche reste visible dans le mur.

Au XIXe siècle le château devient une propriété essentiellement agricole, d'autres granges étant construites à l'ouest de la propriété initiale pour reconstituer une basse-cour après la fusion de fait entre la basse-cour de la première ferme et la cour d'honneur du château. 

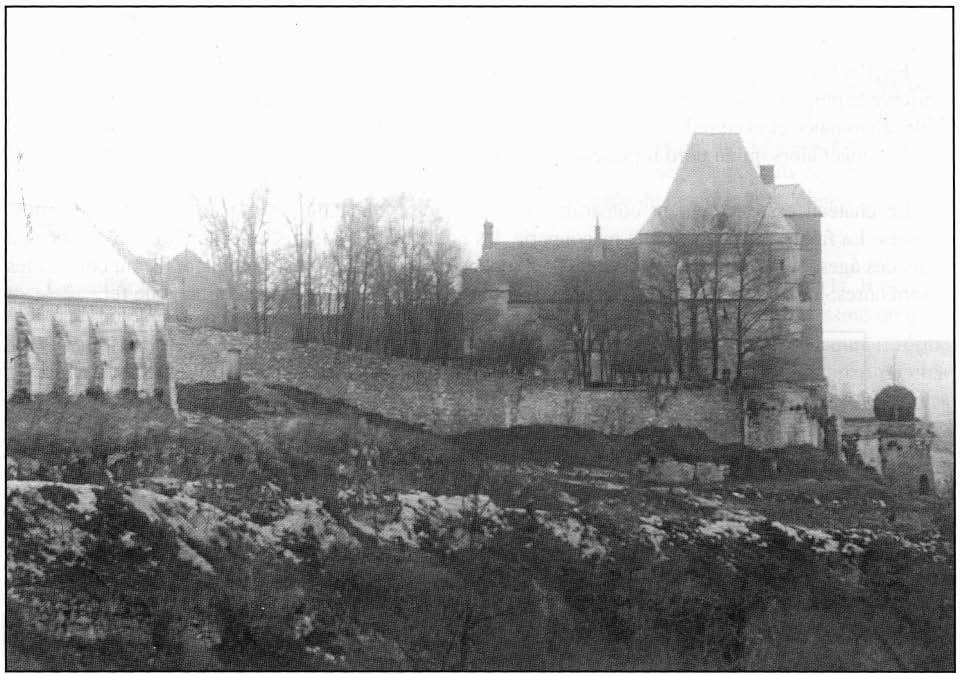
Pernant avant 1914 ; vue depuis l'ouest
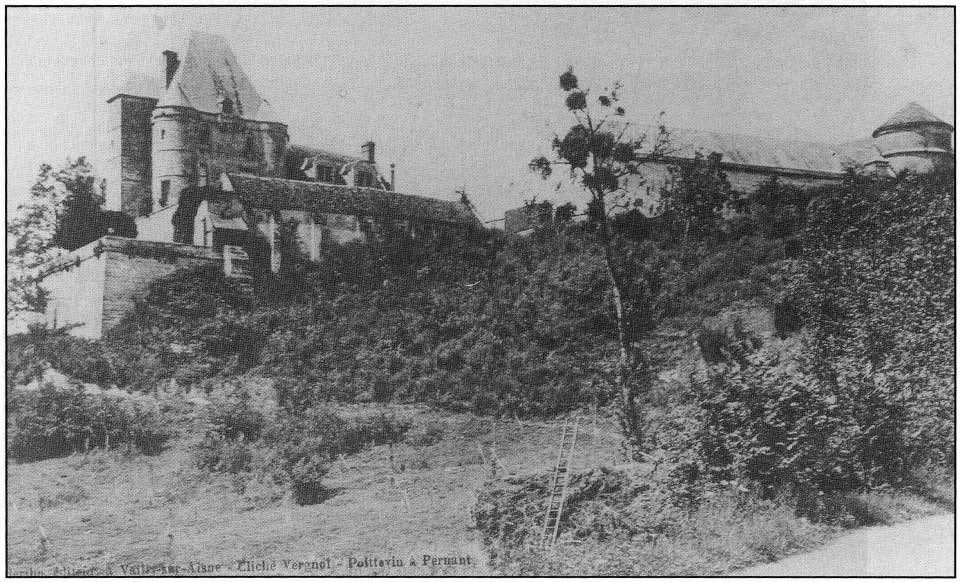
Pernant avant 1914 ; vue depuis l'est
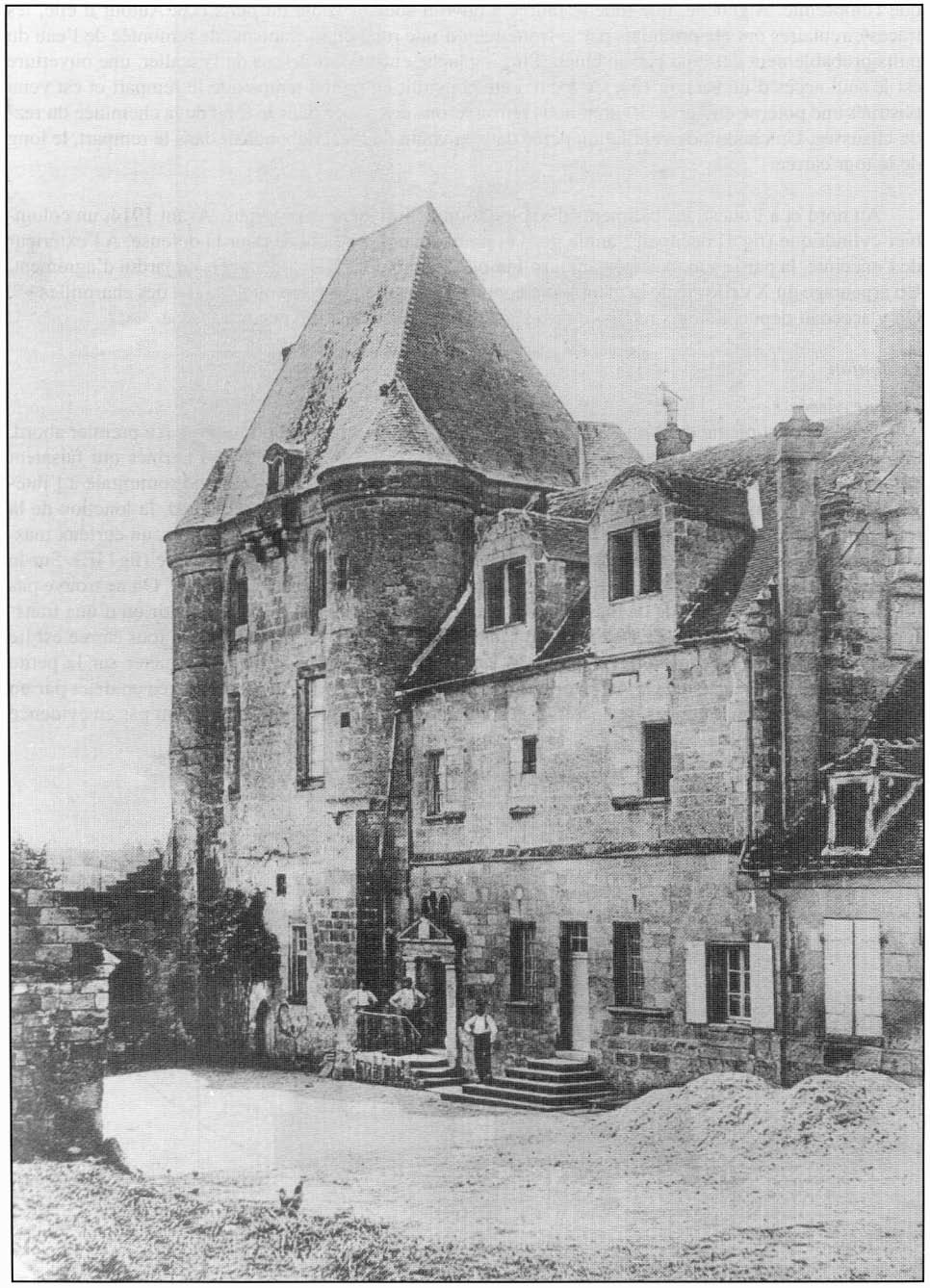
Pernant avant 1914 ; la cour d'honneur
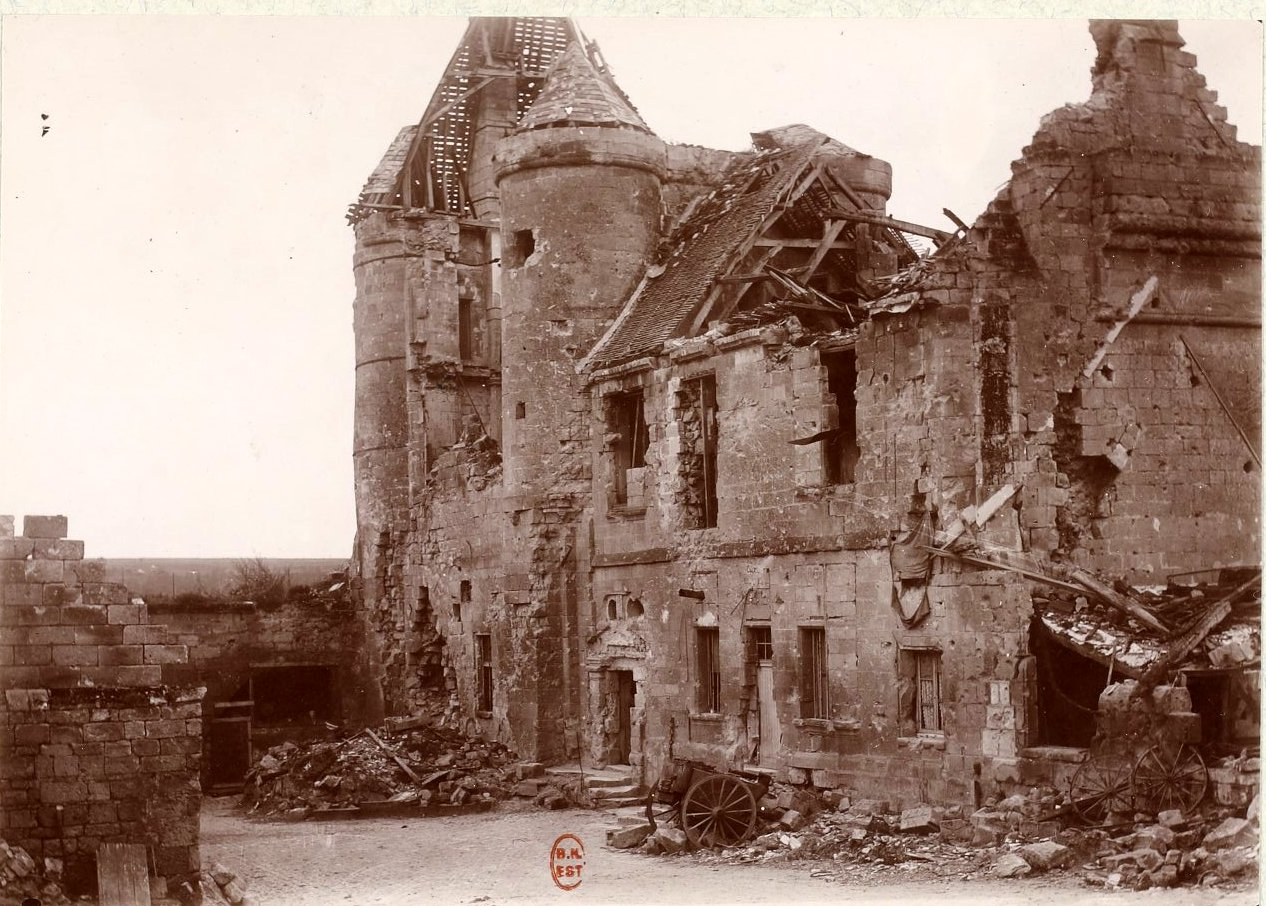
La cour d'honneur après les bombes

En 1914, le château est intact et habité. Il est donc réquisitionné par les états-majors, tantôt français tantôt allemands, notamment en raison des carrières souterraines qui permettent de mettre les troupes à l'abri des intempéries comme de l'ennemi. Il reste faiblement endommagé jusqu'à 1917.

## Un monument en péril

### Les destructions de la Grande guerre
La contre-offensive Mangin, lancée le 18 juillet 1918 sur un front de cinquante-cinq kilomètres, marque dans la région le début de la bataille de Soissons au cours de laquelle la ville sera détruite à plus de soixante-dix pour cent. Le plateau de Pernant est sur la route de Soissons, et à six heures du matin, le vingt-sixième Régiment d'infanterie accomplit un haut fait d'armes avec la capture au château d'un bataillon allemand et de son état-major au complet ; la vallée de Pernant, au milieu de laquelle passe la ligne de front, est progressivement conquise et plus de mille prisonniers y sont faits.
Ayant perdu la vallée de Pernant, les Allemands la bombardent finalement - et donc le château - six heures durant le 30 juillet 1918 "à raison d'un à trois obus par minute" nous disent les carnets de marche et d'opération du 26e RI pour enfin gazer toute la vallée le lendemain 31 juillet. Le site en est largement ruiné.
Le monument est délaissé par ses propriétaires qui ont préféré utiliser les dommages de guerre payés en 1920, pour construire un manoir en pierre de taille de belle facture sur l'emplacement du jardin. Le monument est ainsi inscrit au titre des monuments historiques en 1927 pour empêcher sa démolition, mais n'est jamais restauré ; bien pis, la partie principale du Logis XVIe siècle est rasée peu après la guerre.
Abandonné tout le XXe siècle, le monument a beaucoup souffert d'un siècle d'intempéries et à la fin des années 1980 il menace de s'effondrer sur la route. Le premier éboulement déclenche la polémique au début des années 1990 : l'arrêté de péril destiné à contraindre le propriétaire à engager des travaux le conduit au contraire à déposer un permis de démolir, qui fait grand bruit dans la région.

### Une sauvegarde inespérée
Une association de sauvegarde villageoise se monte alors, secondée par la Société archéologique, historique et scientifique de Soissons, qui obtient le classement d'office du château au titre des monuments historiques en 2007. Les travaux ne commencent pourtant pas malgré la mise en œuvre de la procédure des travaux d'office pour la première fois en France semble-t-il, et le bras de fer juridique se poursuit entre l'association et le propriétaire, qui met finalement le domaine du château en vente en 2011 (mais entend conserver la ferme attenante qu'il exploite toujours)[réf. nécessaire].
L'acquéreur, un avocat belgo-vénézuélien, s'attèle le premier à ces travaux dont deux tranches sont réalisées en 2012 et 2013 avec le concours de la Direction régionale des affaires culturelles (DRAC) de Picardie ; c'est encore lui qui ouvre le monument à la visite pour la première fois en 2012 et célèbre enfin un symbolique septième centenaire du château en 2013. Mais un projet manque toujours pour le devenir du château, le propriétaire ne faisant pas un choix clair pour la restauration du monument, et le domaine est à nouveau mis en vente en 2014.
L'actuel propriétaire, arrivé fin 2015, tentera de mener de front le triple projet de restaurer le châtelet à l'horizon de juillet 2018 pour y ouvrir des chambres d'hôtes, d'aménager les granges pour y ouvrir des gîtes ruraux, d'organiser sur ce site des animations culturelles musicales.[réf. nécessaire]

### L'inventaire historique
Bernard Ancien, secrétaire général puis président de la Société archéologique, historique et scientifique (SAHS) de Soissons s'intéresse le premier au château de Pernant et y fait une dizaine de visites entre 1945 et 1948, effectuant notamment l'important relevé des peintures décoratives aujourd'hui quasiment invisibles, étudiant le château en détail, réunissant notes et croquis. Mais ses travaux s'arrêtent là faute de temps.
Il faut attendre quarante ans pour qu'un autre président de la SAHS de Soissons, Denis Rolland se penche à son tour sur ce monument exemplaire, en constituant le premier dossier archéologique, travail qui a bien failli lui aussi rester sans suite.
L'architecte du patrimoine Alice Capron-Valat conclut ces opérations par la production d'une étude scientifique exhaustive (le Diagnostic du monument historique) à l'occasion de la mise en chantier des premiers travaux de restauration sous le contrôle et avec la contribution de la DRAC Picardie. C'est elle qui est retenue par le propriétaire actuel pour assurer la maîtrise d'œuvre de la poursuite et on l'espère, de l'achèvement de la restauration du monument classé et de l'aménagement corrélatif de l'ensemble du site dont les carrières souterraines.

### Description sommaire de l'état actuel
Ce que l'on voit de l'extérieur de ce qu'il reste aujourd'hui du monument est proche de la construction dans son état XVe siècle : de petite taille, construit sur un plan classique rectangulaire à quatre tours rondes plus une carrée, le bâtiment comprend deux étages identiques constitués d'une grande salle avec cheminée ouvrant sur les tours ; au premier, l'ancienne salle de la herse donne le volume supplémentaire d'une pièces attenante ; au niveau du sol, une vaste salle avec cuisine et cheminée est aménagée dans l'ancien passage carrossable avec grenier en entresol au-dessus et caves au-dessous à demi-enterrées, depuis lesquelles un escalier directement taillé dans la roche donne accès aux carrières souterraines. La cour d'honneur et l'ancienne basse-cour sont maintenant une seule et même cour, entourée au nord et à l'est de deux corps de ferme ; le logis renaissance n'existe presque plus : ne reste que la grande cage d'escalier.

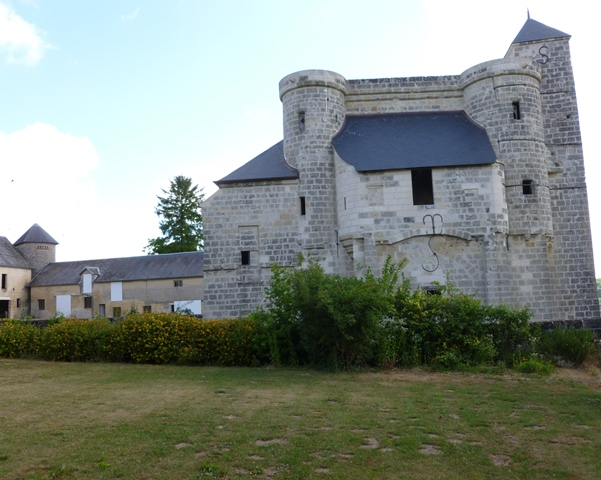
Vue par l'ouest du château actuel
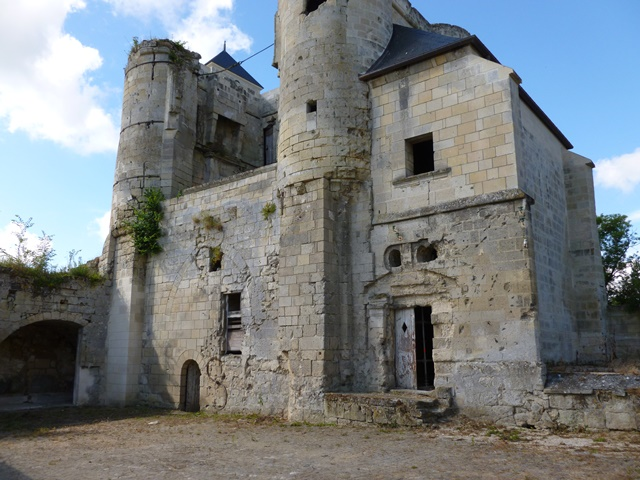
Vue par l'est du château actuel
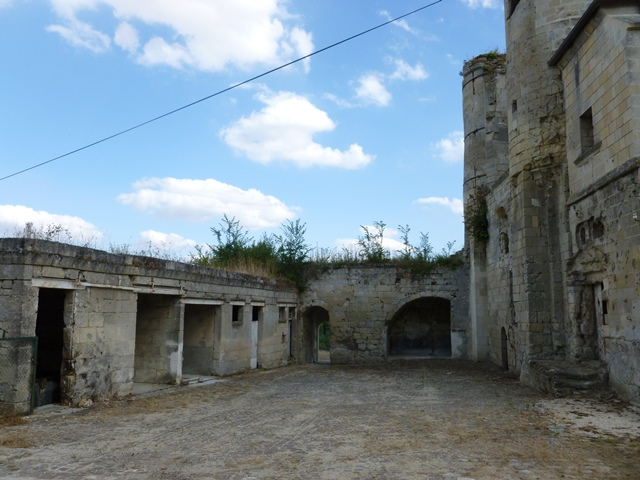
Vue actuelle de la cour d'honneur
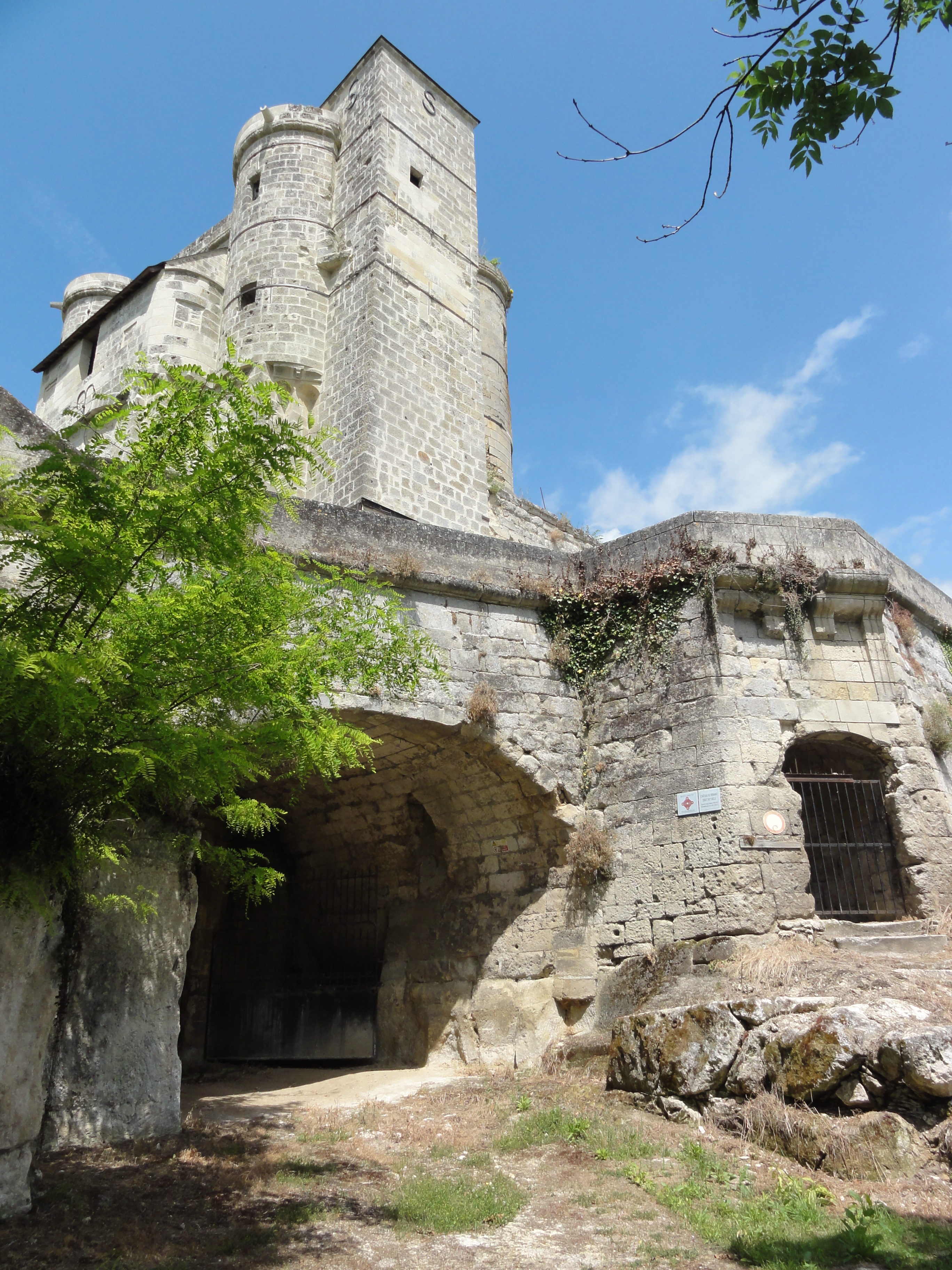
Accès au fossé carrières et au château par la terrasse.
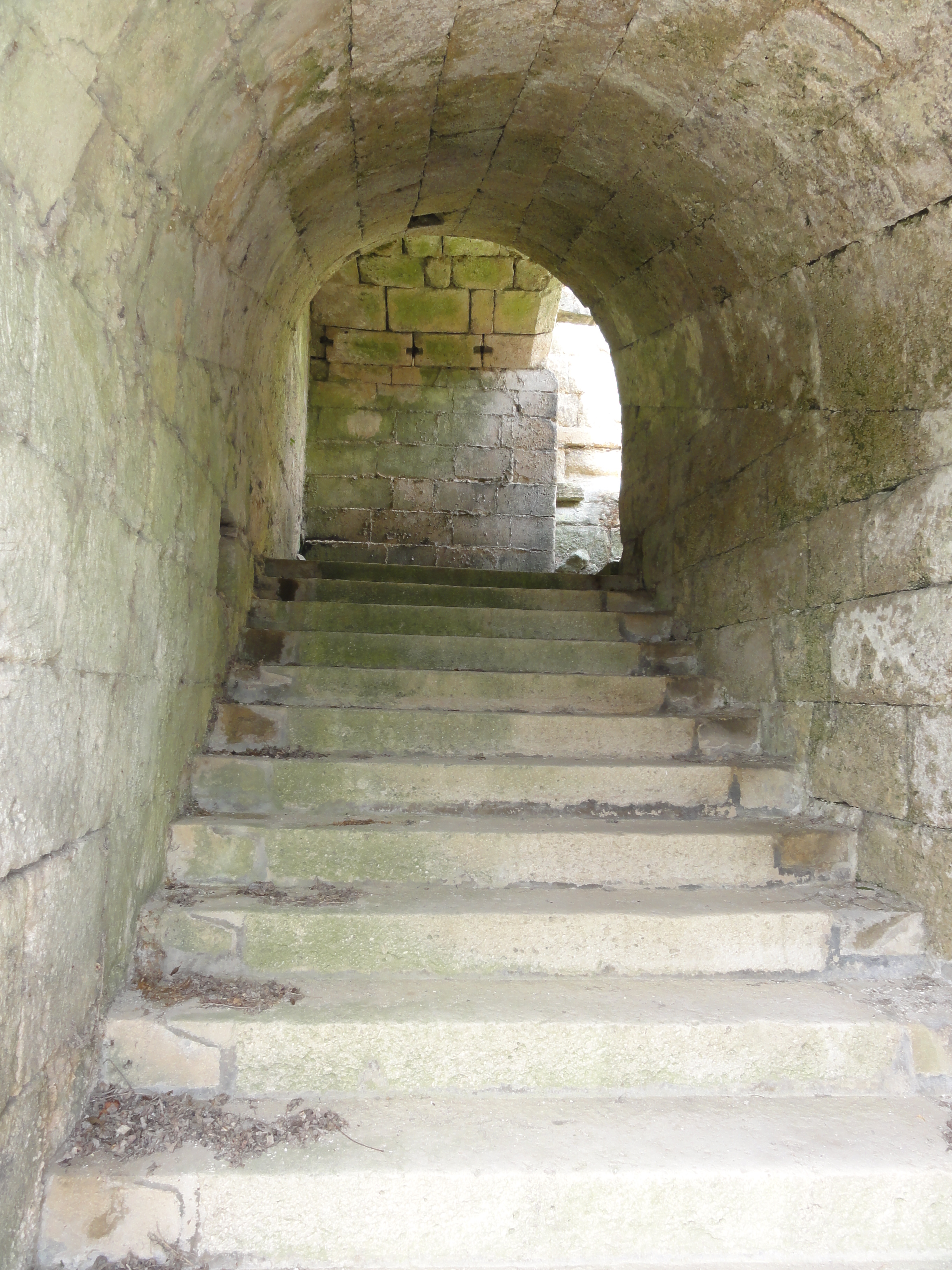
Escalier d'accès sous la terrasse.
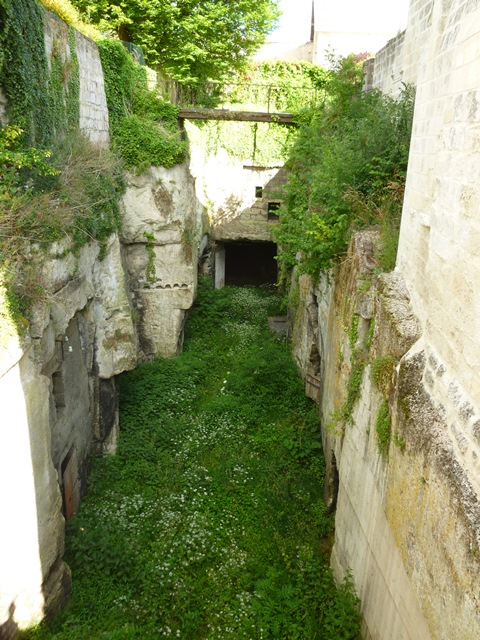
Fossé-carrière vue de la terrasse

## Historique du monument et de ses propriétaires successifs
Le château apparaît pour la première fois dans un document de 1322 : il s'agit d'un traité établi entre Guillaume de Bouclenay, vicomte d'Acy et de Pernant, et Pierre de Wasses, père-abbé de l'Abbaye de Saint-Crépin-le-Grand, à propos d'empiétement sur les biens du monastère.  Le traité prévoyait « que nos maisons d'Acy et de Pernant demeureraient à toujours franches de l'avouerie, de plus notre cense qui est sur le mont de ce dernier village devrait être exempte de corvées et de dîmes que lesdits conjoints en demandaient et enfin que le château que ce seigneur avait à Pernant, avec toutes les carrières qui étaient dans les tranchées dudit château ne serait point sujet à nous payer la dîme des bêtes qui y seraient nourries ».
Le détail apporté par le texte ci-dessus rappelé et référencé (mention des carrières et de l'élevage) suggère qu'il s'agit bien du bâtiment actuel, et la question d'exemption soulevée quant à la dîme due au titre des "bêtes nourries" suggère une existence récente, en tout cas largement postérieure à la première apparition de la seigneurie de Pernant que l'on rappelle ci-après.

### Pernant et ses vicomtes avant le château
C'est au Ve siècle que se constitue une communauté religieuse sur le site d'une nécropole romaine située hors la ville de Soissons et où ont été inhumés à la fin du IIIe siècle les Saints apôtres-martyrs du pays soissonnais, Crépin et Crépinien. L'évêque Bandry de Soissons (?535 - 545) un temps banni par le roi de Soissons Clotaire Ier puis réhabilité pour ses miracles (il triompha par ses prières d'une épidémie dans le Soissonnais, fit jaillir près d'Ambleny une source d'eau dans un lieu aride près d'un village qui porte son nom depuis lors (Saint-Bandry) et délivra du démon une des filles du roi Clotaire) reçut en récompense la terre de Celles-sur-Aisne et d'autres qu'il utilisa pour doter le monastère de Saint-Crépin-le-Grand avant de l'ériger en abbaye. Celle-ci adopta la règle de Saint-Benoît probablement au VIIe siècle ; au IXe siècle au plus tard.
C'est au temps de Charles II le Chauve (823 - 877) roi de Francia occidentalis (la future France) en 843, empereur chrétien d'occident en 875, que l'abbaye connaît un essor important, étendant significativement ses propriétés, dont celle de la seigneurie de Pernant que Charles III le Simple, roi de France, lui confirme en 893. La terre de Pernant avait le titre de vicomté, ressort de la justice exercée par un officier, le vicomte, agissant au nom d'une autorité royale ou ducale ; pour la suzeraineté, le tribut envers une autorité de rang supérieur, elle relevait ensuite pour partie de Cœuvres et pour partie de Berzy-le-Sec.
Les seigneurs de Pernant prenaient donc la qualité de vicomte. La première mention de ces vicomtes se trouve dans un acte de 1152 émanant d'Yves de Nesle, comte de Soissons, où il est fait mention d'un frère de Gui, vicomte de Pernant, le chevalier Elbe, qui revendiquait le seigneurie de Berzy et l'obtînt en 1161, comme premier seigneur de Berzy. Plusieurs seigneurs de Pernant sont ainsi répertoriés jusqu'à Guillaume de Bouclenay.

### Premier propriétaire: la construction du premier châtelet

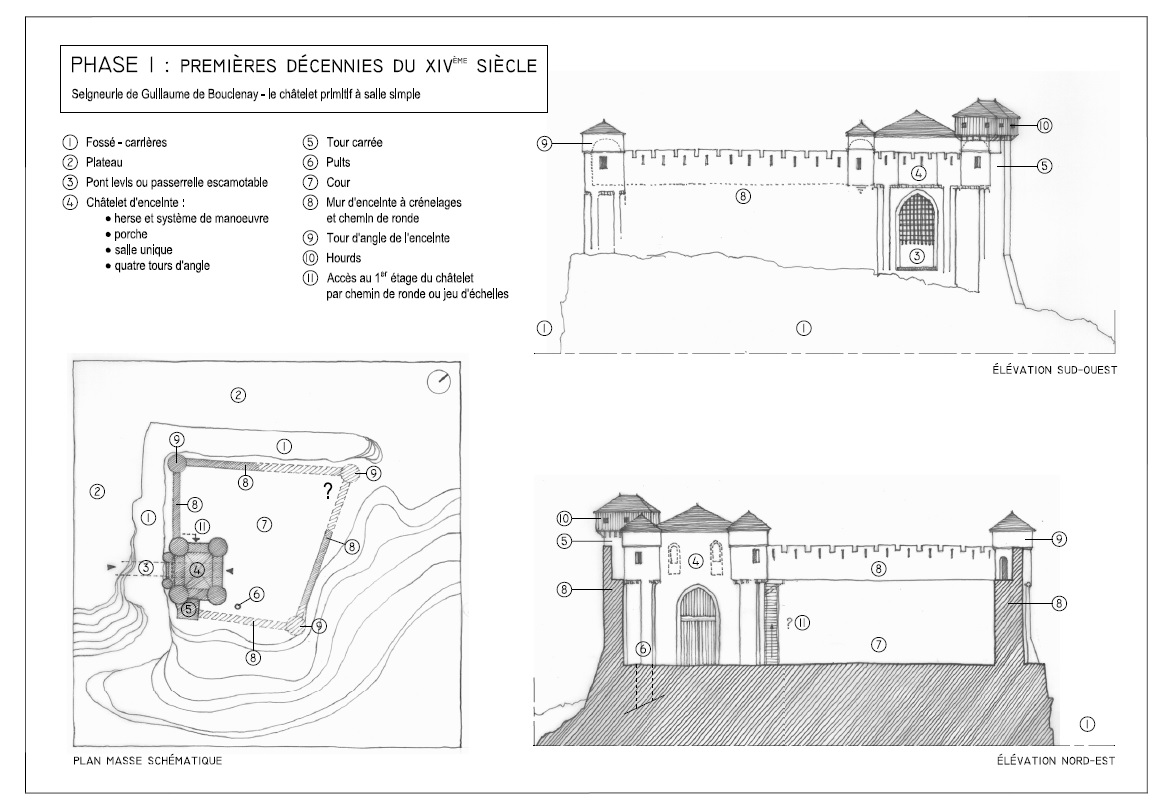
Le châtelet au début du XIVe siècle : plan de masse et deux élévations

Le texte de 1322 cité en préambule permet donc d'identifier le propriétaire - Guillaume de Bouclenay - et interpelle sur ce besoin de clarifier des liens avec le monastère, qui s'explique mieux quand on note que le prédécesseur de Pierre de Wasses s'appelait Gauthier de Bouclenay, que don Lefort, historiographe de Saint-Crépin au XVIIe siècle, situe comme un frère ou un oncle de Guillaume, lequel aurait ainsi pu profiter de ce lien de parenté pour s'établir sur le domaine de l'abbaye. Gauthier ayant dirigé l'abbaye de 1303 à 1313, on situe naturellement à cette période, le début de la construction du premier châtelet, alors une modeste construction à un seul étage, mais déjà ceinte de hautes fortifications et de tours encerclant le promontoire, isolé du plateau par ses deux fossés et de la vallée par le surplomb naturel sur le village. On présente ci-contre la reconstitution établie d'après le diagnostic établi au début de la première campagne de restauration de 2012 ; on en présente ensuite plus loin les évolutions au cours du temps.
On sait peu de choses de Guillaume de Bouclenay, vicomte d'Acy et de Pernant, sinon qu'il était aussi seigneur de Ressons par son mariage avec Marie, fille de Jean III de Ressons, lesquels époux apparaissent dans les archives départementales pour la fondation d'une chapelle à Ressons, qu'ils réalisent en application d'une dernière volonté du défunt seigneur Jean, et que l'évêque de Soissons accepte de pourvoir d'un prêtre à la condition express qu'y-celle revienne ensuite à l'évêché (octobre 1323). On apprend encore que Guillaume meurt en 1337, laissant sa veuve sans enfants, laquelle se dessaisit progressivement de tous leurs biens : la seigneurie de Ressons à l'abbaye Notre-Dame puis la seigneurie de Pernant à la famille de La Personne, une des plus anciennes du Soissonnais.

### Première famille, trois propriétaires: la première extension du châtelet
En 1350 le château est à Jean II de La Personne, vicomte d'Acy et de Pernant, fils de Jean Ier de La Personne, chevalier et seigneur de Neufchâtel, lui-même fils de Philippe de La Personne, chevalier et vicomte d'Acy, ainsi prédécesseur de Guillaume de Bouclenay pour cette vicomté d'Acy qui remontait au XIe siècle et dépendait de Pierrefonds.
Jean II (1330? - 1404) est un éminent personnage du royaume, titulaire de bien des titres outre les nombreuses seigneuries qu'il possède : il est ainsi chambellan du roi sous trois rois successifs (Jean II, Charles V et Charles VI), conseiller et ministre d'État, assurant de ce chef ce qu'on appellera plus tard la surintendance des finances ; il est aussi sénéchal du Poitou, suivant de ce chef les chevauchées de du Guesclin et du connétable de Sancerre, méritant de ces hauts faits d'arme durant la guerre de Cent ans, de figurer parmi les huit chevaliers qui forment dans la bataille la garde du corps du Roi ; il est encore le premier capitaine-gouverneur de La Bastille, que Charles V a mise en chantier en 1367 et qui est achevée sous Charles VI une vingtaine d'années plus tard. Sa fortune lui permet d'intervenir en faveur du duc de Berry auquel il prête beaucoup pour éponger les dettes, le soutenant encore dans ses naïves tribulations matrimoniales.

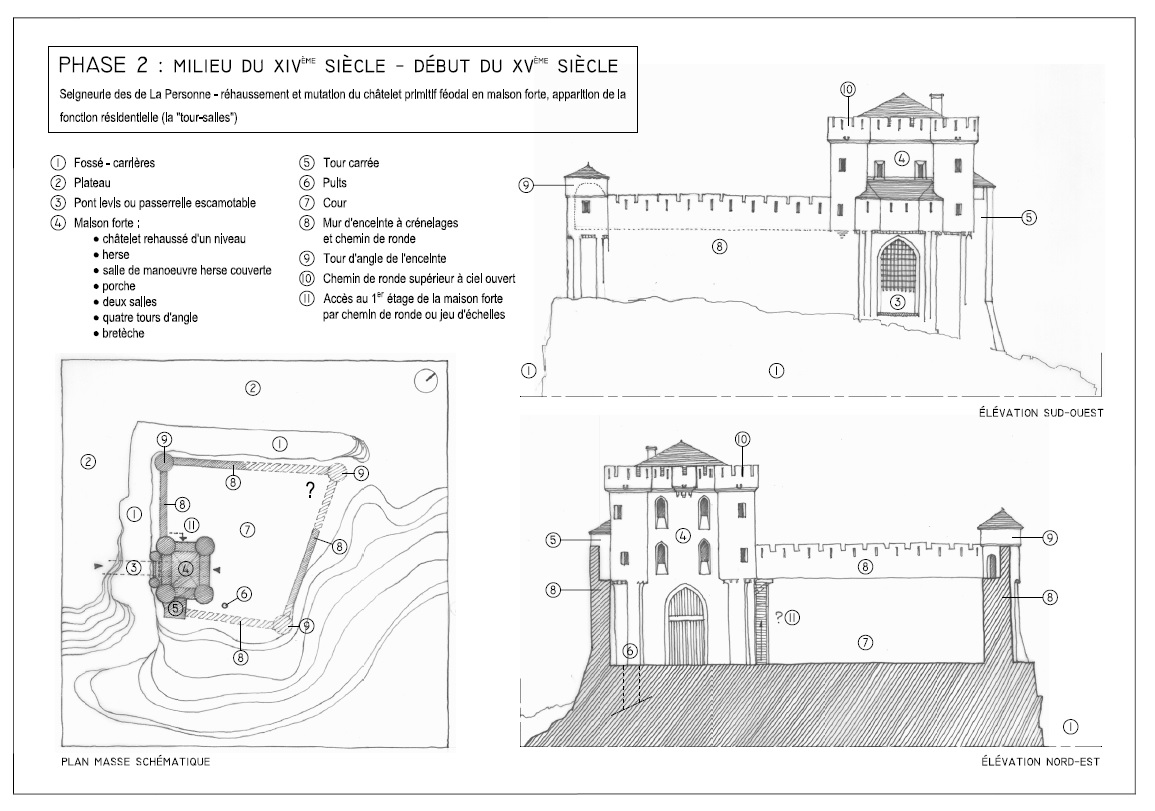
Le châtelet à la fin du XIVe siècle : plan de masse et deux élévations

Il est ainsi intéressant de constater qu'un si haut personnage ait pu porter de l'intérêt à une propriété aussi petite que celle de Pernant, qu'il va toutefois faire modifier significativement en lançant la première campagne de travaux : la surélévation du châtelet pour ajouter un étage complet et des chemins de ronde par-dessus.
Ces travaux ont probablement été achevés après sa mort, par son fils Gui de La Personne qui lui succède en 1404 mais meurt avant 1418, après avoir semble-t-il perdu le château un temps, au moment de la conclusion de la Guerre de Cent ans : alors aux mains de Jean de Ploizy, écuyer, dit Pinaguet, le château de Pernant fait en effet l'objet d'une lettre de rémission en 1422, qui précise les conditions de la reddition de la forteresse après le traité de Troyes qui solda la fin de la Guerre de Cent ans.
C'est ce qui permit la reprise du château par Guyot de La Personne, fils de Gui, qui le conserve jusqu'à sa mort en 1435, sans laisser d'héritier.
La succession de Jean II de la Personne ouvre donc d'interminables procès, sa lignée directe étant écartée de cette succession convoitée (voir plus bas): son père Jean Ier s'étant marié deux fois, Jean II avait une demi-sœur d'un premier lit - Marguerite - dont les héritiers réclament l'héritage ; mais la mère de Jean II s'étant remariée après son veuvage, elle a une fille de ce second lit, Jeanne de Pernes donc également demi-sœur de Jean II, qui épouse Baudoin dit Patoul d'Overbreuch, dont les enfants ont été élevés tout près de Jean II de sorte qu'il les considère comme ses propres enfants et que ceux-ci prétendent à la succession ; c'est enfin sans compter avec les descendants du frère cadet de Jean Ier qui revendiquent eux aussi la succession, avant d'abandonner leurs prétentions aux descendants de Marguerite.

### Deuxième famille, deux propriétaires: la seconde extension du châtelet et l'achèvement de la maison-forte
Dès 1435 pourtant, le château de Pernant est à Robert d'Overbreuch, qui s'est présenté comme unique héritier pour Pernant et quelques autres des petites propriétés de la succession de Jean II de La Personne, devançant les autres prétendants en payant les droits de succession pour faire établir son droit : il s'impose ainsi comme vicomte d'Acy, de Pernant et de Nesle-en-Tardenois.Il rend au petit fils de Jean II de La Personne les terres de Dhuisy, Hermensis et autres fiefs par donation de juin 1438,"Mon bien aimé neveu Jehan"(références :BNF, PO 2243), c'est ainsi que la Maison de La Personne a pu prospérer à nouveau, dans ces fiefs récupérés dans ces temps troublés.
Sa fille Blanche d'Aurebruche ou d'Overbruch devient un excellent parti ; il la marie ainsi en 1436 alors qu'elle n'a que dix ans, à Guillaume de Flavy, capitaine de Pierrefonds, qui lui en a trente-sept. Personnage prototype de son temps, Guillaume de Flavy est brave mais féroce et cupide ; il fait pression sur son beau-père pour se faire céder ses terres contre une rente qu'il ne paiera jamais. La colère de Robert ne le conduit qu'à se faire emprisonner dans les carrières du château (1440) où Flavy le laisse mourir de faim. Blanche n'est pas mieux traitée, séquestrée elle-aussi au château parce qu'elle refuse de livrer sa terre de Janville à deux des enfants légitimes du premier mariage de Flavy.

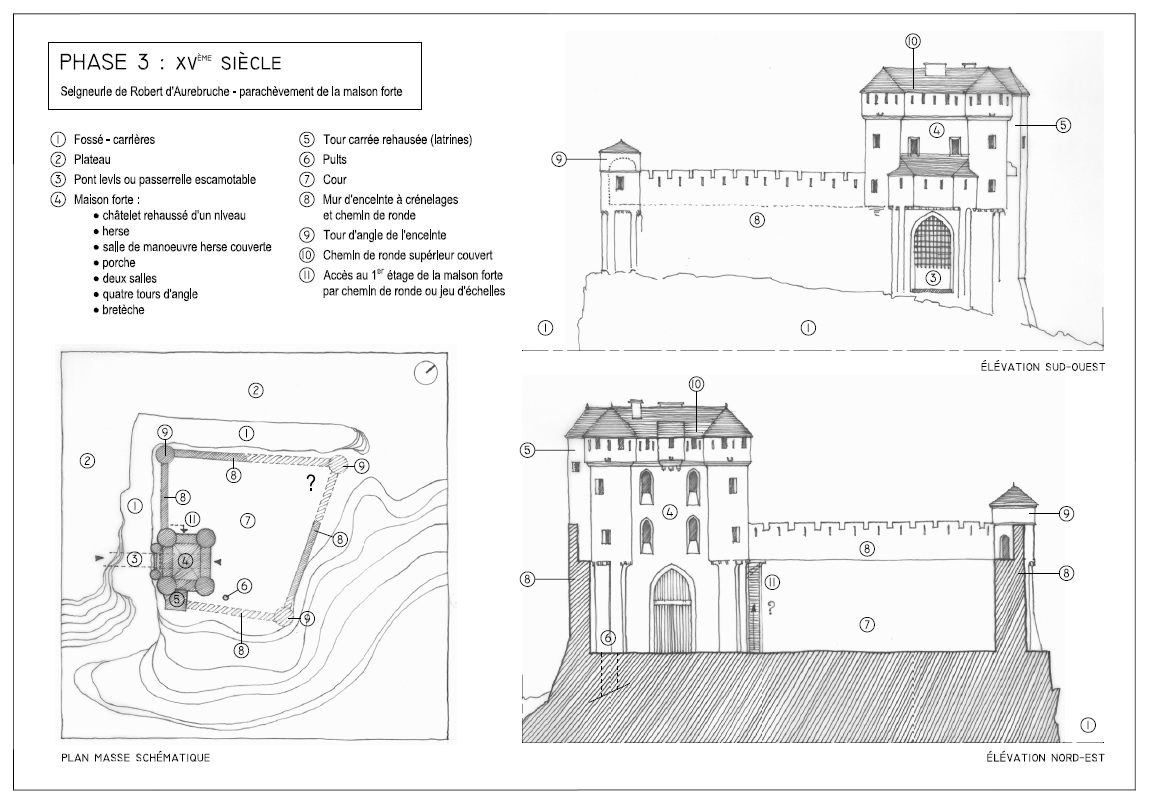
Le châtelet au début du XVe siècle : plan de masse et deux élévations

En 1444, Blanche devenue adulte, fait la connaissance de Pierre de Louvain, capitaine de cent lances, seigneur de Berzy et de Vierzy, qu'elle prend comme amant et avec lequel elle monte un complot qui aboutit le 9 mars 1449 à l'assassinat de Guillaume de Flavy son mari légitime. Les amants terribles sont arrêtés et emprisonnés, mais bien en cour tous les deux, ils sont finalement libérés et peuvent se marier (1450). C'est là qu'on situe la seconde campagne de travaux sur le châtelet originel, avec la surélévation de la tour carrée et la couverture du chemin de ronde, ce qui achève de faire du châtelet originel une maison-forte dotée d'un confort sensiblement amélioré. Mais l'idylle s'interrompt brutalement, lorsque Raoul de Flavy, frère de Guillaume, le venge en assassinant Pierre de Louvain le 15 juin 1464. La même année, Blanche se remarie en troisièmes noces à Pierre Puy, conseiller au Parlement.

### Troisième famille, trois propriétaires: une rapide transition
Blanche d'Overbreuch, dame de Nesle, vicomtesse d'Acy et de Pernant, décède au début des années 1500. De son mariage avec Pierre de Louvain, elle laisse cinq fils, dont l'aîné, Claude de Louvain hérite des terres de Berzy et de Pernant, qu'il cède à son frère Nicolas quand il est élu évêque de Soissons (1503). Nicolas de Louvain, maître d'hôtel du roi, vicomte d'Acy, de Berzy et de Pernant, seigneur de Nesle, de Vierzy et de cinq autres lieux, décède en 1524, laissant tout son héritage à son neveu, Antoine de Louvain, qui revend dès 1525 la terre de Pernant à Jean de Gonnelieu.

### Quatrième famille, cinq propriétaires: la transformation de la maison forte en château d'agrément

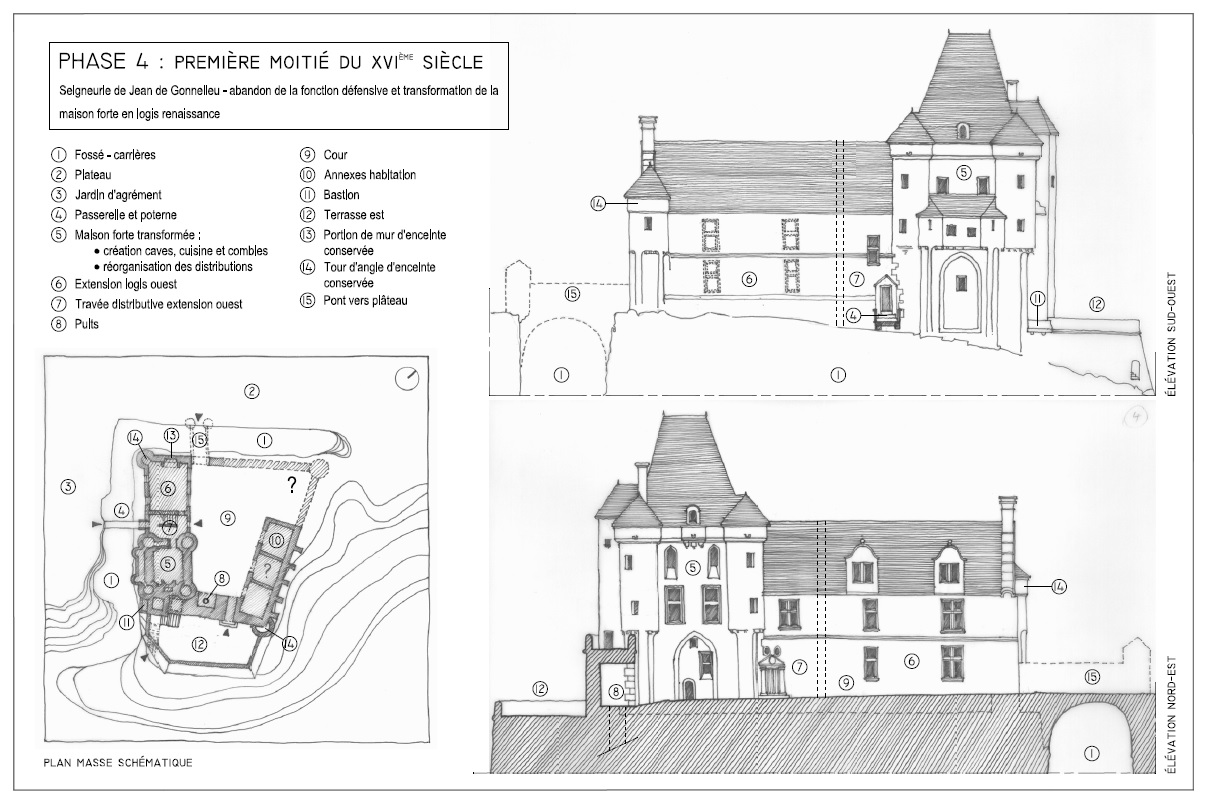
Le châtelet au début du XVIe siècle : plan de masse et deux élévations

Jean seigneur de Gonnelieu en Cambrésis, de Saint-Martin et de Jumencourt, enseigne des gardes du corps du roi et capitaine du château de Honnecourt en Picardie, fait l'acquisition du château et du domaine de Pernant en 1525, et y mène la plus importante des campagnes de travaux connues sur le bâtiment :
- il fait tomber l'ensemble des fortifications pour aménager une vaste terrasse côté sud en surplomb sur la vallée, séparée de la cour d'honneur d'un simple rempart rétabli en lieu et place des anciennes fortifications,
- il condamne le pont-levis vers le jardin, supprimant la herse et les deux portes, comblant le porche d'une cave en partie décaissée dans le sol dont un vaste four à pain, surmontée d'une vaste pièce sous voute dotée d'une cheminée monumentale, elle-même surmontée d'un grenier bas ou d'un logement pour le personnel en entresol sous le plancher de la salle du premier étage,
- pour remplacer l'accès carrossable, il établit par-dessus le fossé nord, un pont fixe probablement flanqué de deux tours qui fait la jonction entre la cour d'honneur et la basse-cour des premières fermes érigées en façade du châtelet,
- les chemins de ronde supérieurs sont condamnés, de larges toitures couvrant maintenant tout le sommet de la construction ;
- mais la transformation la plus importante est incontestablement l'adjonction au châtelet sur son flanc nord-ouest, d'une construction nouvelle dans le style Renaissance qui inclut une cage d'escalier pour desservir les pièces hautes du châtelet qui ne sont plus accessibles par le chemin de ronde disparu, le logis lui-même construit sur deux niveaux plus les combles ; ce logis conserve toutefois l'une des tours d'angle des anciennes fortifications ; et pour compenser la perte du pont-levis vers le jardin, une poterne couverte est aménagée pour les piétons depuis la cage d'escalier du Logis vers le jardin.

D'un point de vue architectural, le bâtiment se voit largement dépossédé de ses attributs militaires médiévaux, pour devenir un château d'agrément, au style et au confort plus modernes. Ces travaux sont assez facilement datés avec les marques identifiables sur la construction elle-même : 1534, sur le manteau de la grande cheminée ; 1535, dans le passage piéton sous la terrasse, gravé à côté d'un blason des Gonnelieu.
En 1549, déjà garde des sceaux de la châtellenie de Pierrefonds, Jean de Gonnelieu succède au sieur Bonnery comme capitaine du château et grand maître des eaux et forêts du Valois.
De son mariage avec Marie de Hénin-Liétard qui est d'Estrées par sa mère, Jean de Gonnelieu meurt en 1559, laissant quatre fils dont Nicolas de Gonnelieu, écuyer, qui lui succède comme seigneur de Gonnelieu et vicomte de Pernant ; de son mariage avec Catherine de Bosbecq, Nicolas ne laisse qu'un fils, Jean II de Gonnelieu, qui lui succède à sa mort en 1579 comme seigneur de Gonnelieu et de Missy-aux-Bois, vicomte de Pernant ; marié à Madeleine de Bourbon-Rubempré qui descend d'une branche naturelle légitimée des comtes de Vendôme, Jean II a trois enfants, dont Jérôme de Gonnelieu l'aîné des fils, gentilhomme ordinaire de la chambre du roi, qui devient chevalier et lui succède à sa mort en 1643 comme comte de Gonnelieu et vicomte de Pernant et d'Autrêches-Bouillancourt ; à son décès entre 1658 et 1660, la propriété et la vicomté de Pernant échoient à Anne (ou Marie-Anne) de Gonnelieu, la fille aînée qu'il a eu de sa première épouse Françoise de Montmorency ; mais en 1674 au décès du mari d'Anne de Gonnelieu, Robert Gedoyn seigneur de Belle-Isle et capitaine des chevau-légers du roi, celle-ci perd la vicomté de Pernant à la suite d'un accord entre la veuve de son père Jérôme (la seconde épouse, sa belle-mère) et les créanciers pour la vente aux enchères des propriétés des Gonnelieu pour éteindre les dettes.
C'est durant cette longue période que le château devient lentement une ferme agricole, devant accueillir de plus en plus de personnels pour lesquels on étend les bâtiments existants (la date de 1617 retrouvée sur une des lucarnes du logis attesterait de nouveaux travaux dont la portée demeure inconnue) et en ajoute encore de nouveaux autour de la cour mais aussi de l'autre côté du jardin vers l'ouest où l'on commence à bâtir.

### Quinzième et Seizième propriétaires: l'expansion de la ferme d'élevage
C'est dans ces conditions que la vicomté de Pernant est acquise par Élisabeth de la Noé, avant 1680, date à laquelle un bail de location du château signé pour neuf ans en faveur de Jules Leclerc marchand à Cœuvres, nous donne de très nombreuses précisions « Le petit corps de logis qui est dans la cour du château de Pernant en entrant à droite avec la liberté de se servir du pavillon qui y tient. Les preneurs sont tenus de laisser le pavillon libre plus les deux greniers qui sont au-dessus des chambres du grand corps de logis. À la charge de bien user des greniers sans les pouvoir surcharger de grain, comme aussi à donner aisance au fournil et au four étant dans le corps de logis, plus toute la basse-cour dudit château. Le seigneur de Pernant aura la liberté de faire cuver et presser le marc de son vin qu'il recueillera dans le clos de vignes, dans les cuves et sur le pressoir qui sont dans la basse-cour ; comme aussi de loger ses chevaux toutes les fois que lui et personnes de sa part viendront au château pour y passer les temps de l'année que bon leur semblera ». La Dame de Noé laisse au locataire d'autres biens mais se réserve le droit de chasse ainsi que la justice, haute, moyenne et basse.
À la mort d'Elisabeth (1706), ses héritiers vendent la vicomté de Pernant à Jacques Dumetz écuyer, colonel du Régiment du Vexin, qui ne la conserve pas, la vendant à son tour, probablement vers 1720, à René-François Dupleix avec les seigneuries de Mercin, Bacquencourt et Bucy.

### Cinquième famille, quatre propriétaires: la spécialisation agricole

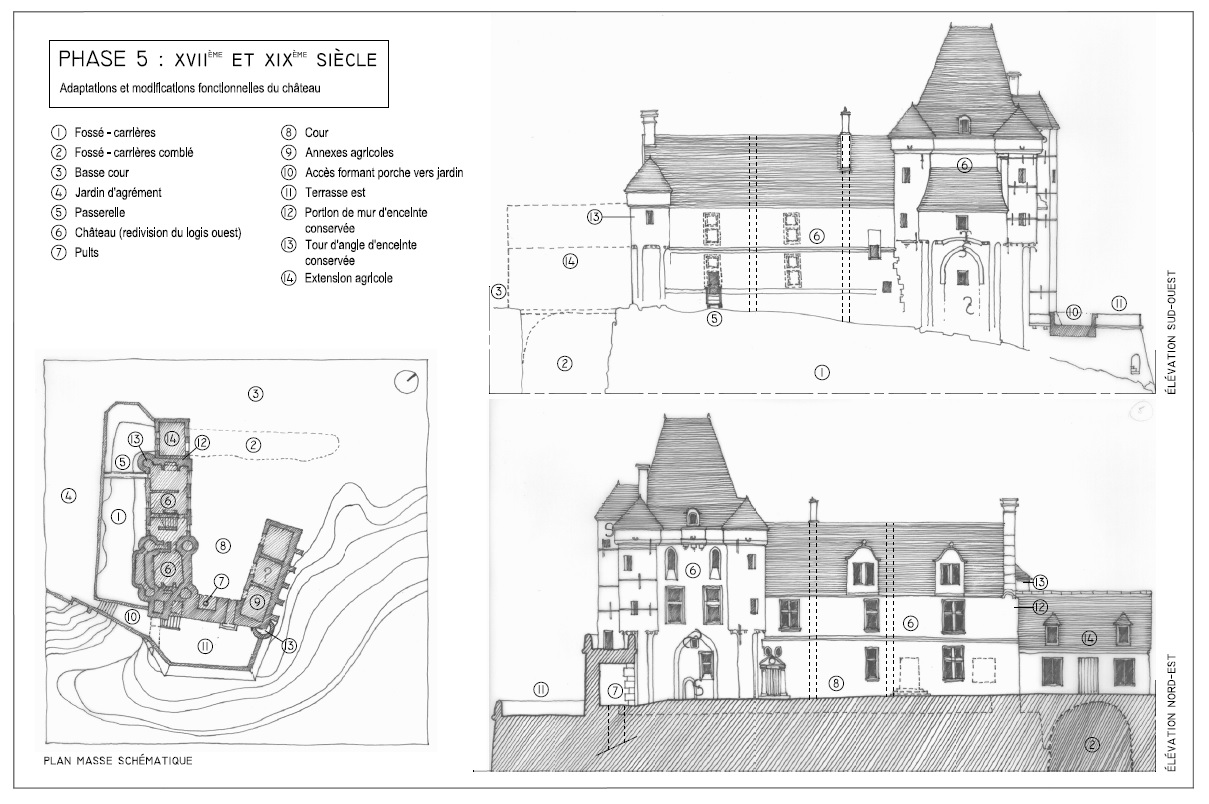
Le châtelet aux : plan de masse et deux élévations

René-François Dupleix, fils d'un notaire de Mâcon, acquiert donc vers 1720 la vicomté de Pernant dont il pourrait être le dernier à y avoir entrepris des travaux significatifs. La date de 1734 qui apparaît sous la voute conduisant de la terrasse au jardin enjambant le fossé-carrière suggère que c'est à lui qu'on doit ce dernier aménagement, qui a eu pour effet de supprimer la poterne du XVIe siècle ; ce passage a par ailleurs masqué le petit poste de tir situé au pied sud du châtelet et dont l'accès depuis la cave a probablement été muré à même époque. René-François Dupleix, fermier général prospère devenu commissaire général de la Compagnie des Indes orientales incitera son fils cadet Joseph-François Dupleix, le célèbre futur gouverneur de Pondichéry, à faire ses armes en Orient au service de la France.
Mais à la mort de René-François vers 1736, c'est son fils aîné Charles-Claude-Ange Dupleix qui hérite de la vicomté de Pernant avec les seigneuries de Bacquencourt, du Pecle et de Cigne. À son mariage en 1724, il n'a que vingt-huit ans mais dispose déjà d'une fortune considérable, acquise grâce à son poste de directeur général des privilèges exclusifs du tabac et du café en Guyenne et Béarn ; en 1731 il devient fermier général comme son père et en 1734 il est anobli pour la charge de conseiller-secrétaire du roi, maison et couronne de France.
De Charles-Claude-Ange Dupleix de Bacquencourt les contemporains font le portrait peu amène d'un homme vif, bourru, orgueilleux très dur et incapable de rendre service, notamment envers sa famille alors que sa fortune lui eut rendu la chose si facile. On nous dit enfin qu' « Il étoit fort au fait des fermes, bon travailleur, extrêmement vif et bouillant, fastueux, et orgeuilleux. Ce dernier vice luy a fait faire une fondation assez singulière dans une terre qu'il a acquise auprès de Soissons, son frère le gouverneur de Pondichéry ayant soutenû assez glorieusement le siège que les anglois y avaient mis par terre et par mer ; celuy-cy pour en conserver la mémoire, a fait et établi un fond pour marier douze garçons par an et que les enfants issus de ces douze mariages, les mâles auraient chacun cent cinquante livres et les filles cent livres argent comptant ». L'anecdote nous intéresse ici pour ce qu'elle mentionne clairement le domaine de Pernant dont apparaît ainsi l'intérêt que Dupleix de Bacquencourt lui porta. Il devient raisonnable de supposer que c'est de là que datent le comblement du fossé nord qui achève de réunir basse-cour et cour d'honneur et le développement important des communs de la ferme situés à l'ouest du domaine de l'autre côté du jardin. C'est enfin probablement à lui qu'on doit l'exploitation à grande échelle du domaine et des terres de Pernant toujours en vigueur au siècle suivant.
À sa mort en 1750, Charles-Claude-Ange Dupleix de Bacquencourt laisse trois fils de ses trois épouses fort méritantes selon les dires des mêmes contemporains, fils qui se partageront ses domaines :
- Guillaume-joseph Dupleix chevalier, est seigneur de Bacquencourt ; il est aussi conseiller du roi, maître des requêtes ordinaires, et intendant de justice, police et finances de la généralité d'Amiens, puis de Bretagne,
- Pierre-François Denis Dupleix, est seigneur du Pècle ; il est aussi conseiller au Grand conseil le 12 mai 1756 après la démission de son frère aîné,
- et Marc-Antoine-Charles Dupleix (1736-1803), chevalier de Saint-Louis, est seigneur de Mézy et vicomte de Pernant ; il est aussi maréchal général des logis des camps et armées du Roi, colonel d'infanterie.

Ce dernier sera le second plus long détenteur du domaine de Pernant - après Jean II de Gonnelieu - puisqu'il en sera le maître plus de cinquante ans, dont la période de la Révolution, qui mettra fin à l'ensemble des titres anciens : Marc-Antoine-Charles Dupleix de Pernant comme on dira alors, est donc le dernier vicomte de Pernant, et lorsqu'il meurt en 1803, son fils unique Charles-Joseph-René Dupleix de Mézy hérite simplement du domaine et des terres de Pernant dont il est le vingtième propriétaire. Il sera par ailleurs préfet de l'Aude puis du Nord, directeur général des postes, conseiller d'État, député Pair de France en 1819, commandeur de la légion d'honneur, chevalier de Lys. À sa mort en 1835, il lègue le domaine et les terres de Pernant à sa fille Caroline-Louise Dupleix de Mézy dont le mariage en 1827 en avait préparé le passage à la famille du Cauzé de Nazelle.

### Trois derniers châtelains: la fin de la résidence nobiliaire
En 1835, à la mort de son beau-père, le marquis Hérard du Cauzé de Nazelle (13/05/1796 - 01/06/1880) hérite du domaine de Pernant du chef de sa femme, Carolin-Louise Dupleix de Mézy (24/08/1806 - 15/07/1863). Hérard est chevau-léger de la garde du Roi le 1er juillet 1814, lieutenant aide de camp du général chevalier de Monteil 26 août 1815, lieutenant au régiment des Hussards du Jura le 17 janvier 1816, capitaine le 26 février 1823. Il fait la campagne d'Espagne en 1823 dans la division Bourke dont les opérations ont lieu en Galice et en Estramadure, et le 18 novembre 1823, il est nommé chevalier de l'ordre royal et militaire de seconde classe de Saint-Ferdinand d'Espagne. Mis en disponibilité sur sa demande en 1828, Maire de Guignicourt la même année, rayé des contrôles de l'armée en 1830 pour refus de serment et démissionnaire de la maire pour la même cause, il est fait chef de bataillon de la garde nationale en 1848. On situe pendant cette assez longue période, les dernières transformations du château et du domaine : ce sont notamment les extensions sur les communs du château avec les nombreux percements des tours pour desservir les nouveaux agencements destinés à augmenter le nombre des pièces, en réduisant sans cesse leur taille ; ou encore le recouvrement d'une partie du fossé nord d'une plateforme destinée à recevoir une petite construction de plus, attenante au logis renaissance, et encore les dernières extensions de la ferme ouest. De son mariage (05/03/1827) le marquis de Cauzé de Nazelle a quatre enfants dont les deux garçons héritent des propriétés paternelles, tandis que c'est l'une des deux filles jumelles, Louise-Charlotte du Cauzé de Nazelle (06/04/1843 - 20/11/1914) qui hérite du domaine de Pernant, dont le mariage en 1866 en prépare le passage à la famille Balathier-Conygham, après la mort de sa mère en 1863.
Le 1er juin 1880 à la mort du marquis du Cauzé de Nazelle, le comte Marie-Olympe-Félix-Alfred de Balathier-Conygham (13/10/1833 - 30/01/1900), châtelain d'Ambronay, hérite du domaine de Pernant du chef de sa femme Louise-Charlotte du Cauzé de Nazelle qu'il avait épousée le 05/08/1866 et dont il a eu deux filles : Marie-Caroline née en 1867, et Marie-Jeanne de Balathier-Conygham (30/11/1870 - 09/03/1951) qui hérite de Pernant et dont le mariage en 1893 en prépare le passage à la famille Bernard de Lauzière après la mort de la mère en 1914.  C'est la dernière période avant la destruction du château.
Le 20 novembre 1914 à la mort de Louise-Charlotte du Cauzé de Nazelle, le vicomte Louis de Bernard de Lauzière (? - ?) châtelain d'Ambronay, hérite du domaine de Pernant du chef de sa femme Marie-Jeanne de Balathier-Conygham qu'il avait épousée le 28/06/1893 et dont il a eu un fils François (tué durant la Grande guerre) et deux filles dont Elisabeth. C'est ce dernier propriétaire nobiliaire qui fait face aux réquisitions de la guerre et enfin à la destruction du château le 30 juillet 1918, aux premières consolidations d'après guerre dont la réfection partielle des toitures, le logis renaissance étant définitivement abandonné et rasé en grande partie. C'est encore la famille Bernard de Lauzières qui fait le choix de ne pas reconstruire le château avec les dommages de guerre mais plutôt de faire édifier sur le jardin faisant face au château, la maison de maître neuve, le manoir qui voit le jour en 1920. Le château est alors largement délaissé, tout juste utilisé comme resserre, les châtelains étant installés dans le manoir.
Les informations manquent pour l'instant pour préciser la date à laquelle les Bernard de Lauzière se dessaisissent du domaine mais il semble que ce soit entre les deux guerres.

### Deux propriétaires cultivateurs: le temps de l'agriculture moderne mécanisée
À une date à préciser, probablement entre deux guerres, Henri Bullot (26/04/1901 - 1980) et son épouse Suzanne Gergonne (24/12/1902 - 2001) font l'acquisition du domaine de Pernant et des terres agricoles attenantes dont ils assurent personnellement l'exploitation, probablement jusqu'en 1957, date à laquelle ils quittent le domaine pour s'installer à Château-Thierry cédant l'exploitation en fermage à monsieur Ancelin père qui s'installe dans le manoir avec sa famille.
À une date à préciser, monsieur Ancelin père prend sa retraite et cède le fermage à son fils Dominique qui reprend l'exploitation agricole à son compte.
Le 29 avril 1976 Henri Bullot vend la parcelle bâtie dont le château à Dominique Ancelin (né le 11 mai 1947) qui réalise un à un, les trois bâtiments construits en arrière de la ferme historique et du château pour accueillir les engins agricoles modernes qui ne rentrent plus dans les granges anciennes. La terre agricole demeure la propriété d'Henri Bullot. Finalement, Dominique Ancelin fait apport en nature de son bien le 12 juin 1997 à son « EARL du Vieux Château ». C'est donc sur ces entrefaites que se déroulent les événements relatés plus haut, dont le classement d'office du château, qui conduisent Dominique Ancelin à morceler une seconde fois la propriété, séparant la « ferme » qu'il conserve pour son usage agricole, du « château » qu'il met en vente pour échapper aux travaux d'office après le classement. La vente à la société civile immobilière « Domaine de Pernant » est scellée à la fin de 2011 par Dominique Ancelin, qui aura été le vingt-cinquième propriétaire.

### Derniers propriétaires: le temps du Patrimoine

#### Un aventurier avocat international: le début de la restauration
Le 16 septembre 2011, ce sont Franklin Hoet- Linares, de nationalité belgo-vénézuélienne et son épouse Claudia Machado, de nationalité vénézuélienne, qui acquièrent le domaine de Pernant au nom de la SCI "Domaine de Pernant". Lui est avocat fiscaliste international et elle ingénieur hydraulicien ; lui a fait ses études de droit en France ; tous deux francophiles et passionnés d'histoire, ils ont acquis plusieurs châteaux au cours des dernières décennies, dont Pernant qui sera le dernier avant leur installation en Floride.
À Pernant ils sont peu restés, mais ont fait beaucoup, engageant avec le soutien de la DRAC Picardie les deux premières tranches de la consolidation du bâtiment qui menaçait de s'effondrer, assurant la première ouverture au public lors des journées du Patrimoine de 2012, organisant une célébration du septième centenaire de la construction du bâtiment à l'été 2013 : ils ont encore fait quelques travaux de modernisation et d'isolation dans le manoir, et aménagé complètement la grange ouest, pour y réaliser une chapelle, une résidence (étude, restauration et dortoirs) pour le travail des congrégations religieuses, et une vaste piscine avec hammam, sauna et salle de sport pour la détente. Mais d'autres projets venant, ils mettent le domaine en vente à l'été 2014, pour finalement trouver acquéreur fin 2015.

#### Une famille francilienne devenue industrielle en Picardie: le temps du tourisme et de la musique
Le 23 décembre 2015, la famille Cayet concrétise au nom de BISSAC SCI, l'acquisition du domaine et du château de Pernant.
Originaire d'Artois, du Forez, de Corse et de Provence, longtemps yvelinoise, la famille est axonaise d'adoption pour y avoir repris au tournant du millénaire des entreprises de métallurgie qui prospèrent dans le Ternois. Début avril 2016, les parents, Bernard & Janine Cayet se sont installés au Manoir du Château.
L'aventure qui commence prévoit, dans une ambition qui parait raisonnable et qui se mènera dans un délai réaliste, d'aboutir le triple projet de restaurer le châtelet, de développer des activités touristiques (hébergement), et de proposer des activités culturelles récurrentes (musique). On escompte être au moins partiellement, au rendez-vous du centenaire de la destruction du château (30 juillet 2018) pour y donner le coup d'envoi des travaux de restauration ; on espère être au rendez-vous du septième centenaire du château (celui du traité fiscal en 2022) pour inaugurer le château entièrement restauré.

## Le projet de restauration
D'abord inexistant, le projet de restauration est né avec Franklin HOËT, qui a longtemps hésité et finalement seulement retenu d'assurer la consolidation du bâtiment dans son état actuel, c'est-à-dire sans vraiment chercher à aboutir un projet cohérent. C'est aussi que le temps lui aura manqué.
Au contraire, la famille CAYET vise, dans la limite de ses moyens qui sont plus modestes, à mener à bien dans la durée, la remise en état du châtelet ET du Logis attenant dans leur état extérieur de 1619, donc sans reprendre les modifications agricoles du XIXe siècle qui ont tant endommagé le bâti historique.
C'est donc une importante réorientation du projet par rapport à ce que prévoyait le propriétaire antérieur, ce que la DRAC de Picardie valide aujourd'hui sur le principe ; ainsi l'année 2016 sera-t-elle consacrée à la réalisation des relevés de l'ensemble du site (rien n'existe à ce jour) ainsi qu'au relevé et au diagnostic des carrières souterraines (elles n'ont plus été visitées depuis 1934) et encore au diagnostic archéologique du châtelet qui restait à faire ; 2017 sera quant à elle l'année consacrée à l'ensemble des études sur l'ensemble du bâti, le tout pour être prêt à engager les premiers travaux à l'heure du centenaire de la destruction du château.
On espère à cette occasion rendre le chantier visitable, pour augmenter l'attrait du site et associer le public à l'aventure peu courante de la résurrection d'un bâtiment aussi ancien, détruit de si longue date ; ces opérations s'ajouteront naturellement aux visites régulières qui s'imposent à tout bâtiment classé.
On ne rendra pas compte ici de ces opérations, toutes décrites en revanche sur le site Internet dédié le-château-de-Pernant auquel on renvoie.